# Austrarchaea dianneae
Espèce
Austrarchaea dianneae est une espèce d'araignées aranéomorphes de la famille des Archaeidae.

## Distribution
Cette espèce est endémique du Queensland en Australie. Elle se rencontre dans le parc national de Tamborine et le parc national de Lamington.

## Description
Le mâle holotype mesure 3,03 mm et la femelle paratype 3,74 mm.

## Étymologie
Cette espèce est nommée en l'honneur de Dianne Wojcieszek (1962–2003).

## Publication originale
- Rix & Harvey, 2011 : Australian assassins, Part I: A review of the assassin spiders (Araneae, Archaeidae) of mid-eastern Australia. ZooKeys, no 123, p. 1-100 (texte intégral).